# Found (film)
Found (styliz. jako found.) – niezależny amerykański film fabularny z 2012 roku, napisany i wyreżyserowany przez Scotta Schirmera, oparty na kanwie powieści Todda Rigneya o tym samym tytule. Stanowi hybrydę horroru, dramatu i thrillera oraz opowiada historię jedenastolatka, który odkrywa, że jego starszy brat jest seryjnym mordercą. Światowa premiera obrazu nastąpiła 14 lipca 2012. Na przestrzeni kolejnego roku projekt wyświetlany był podczas festiwali filmowych w Ameryce Północnej, Europie i Australii. 15 sierpnia 2014 odbyła się komercyjna premiera filmu, a Found zyskał ograniczoną dystrybucję w kinach na terenie Stanów Zjednoczonych. Odbiór obrazu przez krytyków był pozytywny. Richard Propes, redaktor witryny theindependentcritic.com, uznał dzieło Schirmera za jeden z najlepszych filmów offowych wyprodukowanych w 2012 roku. Produkcja została wyróżniona blisko dwudziestoma nagrodami filmowymi.

## Opis fabuły
Marty, nieśmiały uczeń piątej klasy szkoły podstawowej, jest wyszydzany przez swoich kolegów. Skłócony z rzeczywistością, chłopiec z oddaniem poświęca się swojej pasji, którą są krwawe filmy grozy. Pewnego dnia Marty odwiedza pokój swojego nastoletniego brata Steve'a. Odkrywa w nim zdekapitowaną ludzką głowę, skrytą głęboko w szafie.

## Obsada
- Gavin Brown − Marty
- Ethan Philbeck − Steve
- Phyllis Munro − matka Marty'ego i Steve'a
- Louie Lawless − ojciec Marty'ego i Steve'a
- Alex Kogin − David
- Andy Alphonse − pastor Don
- Shane Beasley − morderca w filmie Headless
- Angela Denton − Charlotte w filmie Deep Dwellers/ofiara w filmie Headless

## Cenzura
W Australii organizacja Australian Classification Board wydała zakaz nabywania i wynajmowania filmu Schirmera, za powód podając przedstawianie w nim „rozciągłych i szczegółowych scen przemocy o tle seksualnym”.

## Spin-off
W 2015 roku swoją premierę miał spin-off filmu zatytułowany Headless. Wykorzystano w nim scenę z udziałem Shane'a Beasleya i Angeli Denton z Found.

## Nagrody i wyróżnienia
- 2013, Toronto After Dark Film Festival:
  - Nagroda Specjalna w kategorii najlepsze efekty gore (wyróżnieni: Arthur Cullipher, Shane Beasley, firma Clockwerk Creature Company)[5]
  - Nagroda Specjalna w kategorii najlepsza sekwencja tytułowa (Lowell Isaac)[5]
- 2013, Shriekfest:
  - nominacja do nagrody Shriekfest w kategorii najlepszy film fabularny − horror (Scott Schirmer, Leya Taylor, Damien Wesner)[5]
- 2013, A Night of Horror International Film Festival:
  - Główna Nagroda Festiwalu w kategorii najlepszy występ męski (Gavin Brown)[5]
  - Główna Nagroda Festiwalu w kategorii najlepszy film (Scott Schirmer, Leya Taylor, Damien Wesner, Shane Beasley, Arthur Cullipher)[5]
- 2013, Another Hole in the Head Genre Film Festival:
  - Nagroda Jury w kategorii najlepszy amerykański film fabularny (Scott Schirmer, Leya Taylor, Damien Wesner, Shane Beasley, Arthur Cullipher)[5]
- 2013, Eerie Horror Fest:
  - Nagroda Jury w kategorii najlepszy film fabularny (Scott Schirmer, Leya Taylor, Damien Wesner, Shane Beasley, Arthur Cullipher)[5]
  - Nagroda Jury w kategorii najlepszy aktor (Gavin Brown)[5]
- 2013, Freak Show Horror Film Festival:
  - nagroda Freaky w kategorii najlepszy film fabularny (Scott Schirmer, Leya Taylor, Damien Wesner, Shane Beasley, Arthur Cullipher)[5]
- 2013, Indie Spirit Film Festival, US:
  - nominacja do Nagrody Jury w kategorii najlepszy film fabularny − horror (Scott Schirmer, Leya Taylor, Damien Wesner, Shane Beasley, Arthur Cullipher)[5]
- 2013, Nevermore Film Festival:
  - Nagroda Widowni w kategorii najlepszy film fabularny (Scott Schirmer, Leya Taylor, Damien Wesner, Shane Beasley, Arthur Cullipher)[5]
  - Nagroda Widowni w kategorii najlepszy film (Scott Schirmer)[5]
  - Nagroda Jury w kategorii najlepszy film fabularny (Scott Schirmer, Leya Taylor, Damien Wesner, Shane Beasley, Arthur Cullipher)[5]
  - Nagroda Jury w kategorii najlepszy film (Scott Schirmer)[5]
- 2013, New Orleans Horror Film Festival:
  - Nagroda Jury w kategorii najlepszy film fabularny (Scott Schirmer, Leya Taylor, Damien Wesner, Shane Beasley, Arthur Cullipher)[5]
- 2013, New York City Horror Film Festival:
  - nagroda dla najlepszego aktora (Gavid Brown)[5]
  - nagroda za najlepszy film fabularny (Scott Schirmer, Leya Taylor, Damien Wesner, Arthur Cullipher, Shane Beasley, firmy Chameleon Arts Entertainment, Copper Coil Productions, Xander Knight Entertainment i Clockwerk Pictures)[5]
  - nagroda za najlepsze efekty specjalne (Arthur Cullipher, Shane Beasley, firma Clockwerk Creature Company)[5]
- 2013, Phoenix Film Festival:
  - nagroda Copper Wing w kategorii najlepszy film fabularny − horror (Scott Schirmer, Leya Taylor, Damien Wesner, Shane Beasley, Arthur Cullipher, firmy Chameleon Arts Entertainment, Copper Coil Productions, Xander Knight Entertainment i Clockwerk Pictures)[5]
- 2014, Fright Meter Awards:
  - nominacja do nagrody Fright Meter w kategorii najlepszy horror[7]
  - nominacja do nagrody Fright Meter w kategorii najlepszy scenariusz[7]
  - nominacja do nagrody Fright Meter w kategorii najlepsza reżyseria (Scott Schirmer)[7]
  - nominacja do nagrody Fright Meter w kategorii najlepszy aktor pierwszoplanowy (Gavin Brown)[7]
  - nominacja do nagrody Fright Meter w kategorii najlepszy aktor drugoplanowy (Ethan Philbeck)[7]